# Підбирання (баскетбол)

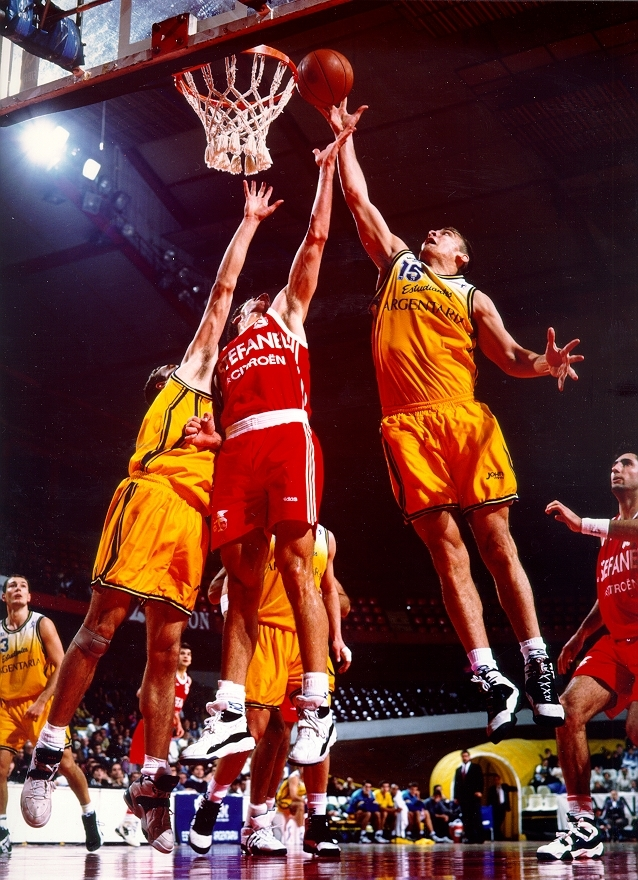

Підбирання — у баскетболі таку назву має успішне встановлення володіння м'ячем після невдалого кидка з гри або зі штрафного. Залежно від типу може бути зараховане і до дій в нападі, і до дій в захисті.

## Типи підбирань
Всі підбирання пожна поділити на 2 основні категорії: підбирання в захисті та підбирання в нападі. До перших належать ті підбирання, котрі здійснюються після атаки суперником кільця підбираючого, до других — підбирання, здійснені під кільцем суперника. Більшість підбирань — захисні, оскільки команда, що атакує, зазвичай не має вільного доступу в трисекундну зону, або ж програє команді, що захищається, за кількістю гравців поблизу кільця. Підбирання в нападі дають можливість продовжити розпочату атаку. Командні підбирання зараховуються після кидка, котрий завершився зміною команди, що володіє м'ячем без зміни рахунку при цьому (наприклад, м'яч відскочив в аут). Такі підбирання ніколи не записуються в актив конкретного гравця і є скоріше формальністю.
Є декілька основних атрибутів гравців, що добре проявляють себе в цьому компоненті баскетбольної статистики, найчастіше увагу акцентують на силі, зрості, висоті стрибка та часовій координації. Сила важлива для контролю простору, куди ймовірно полетить м'яч після відскоку. Зріст і висота стрибка дають можливість дістати м'яч, що летить, раніше за гравців суперника (вони просто не зможуть дострибнути до нього вчасно). Часова координація важлива, щоб зробити потрібний рух вчасно. Для прикладу, оптимальній стрибок за м'ячем, що опускається — такий стрибок, при якому гравець ловить м'яч в найвищій точці польоту.

## Пов'язані з підбираннями досягнення уНБА
- Вілт Чемберлен — 11 сезонів був лідером НБА за підбираннями. Рекордсмен за підбираннями у регулярній першості за кар'єру (23924), за кількістю підбирань в середньому за гру за кар'єру (22,9), за кількістю підбирань за сезон (2149) та в середньому за гру впродовж сезону (27,2).
- Боб Петіт — у 1962 набрав 27 підбирань у матчі всіх зірок НБА, у 1958 — 26. Ці 2 результати є найвищими за весь час проведення матчів всіх зірок.